# Engelbergertal

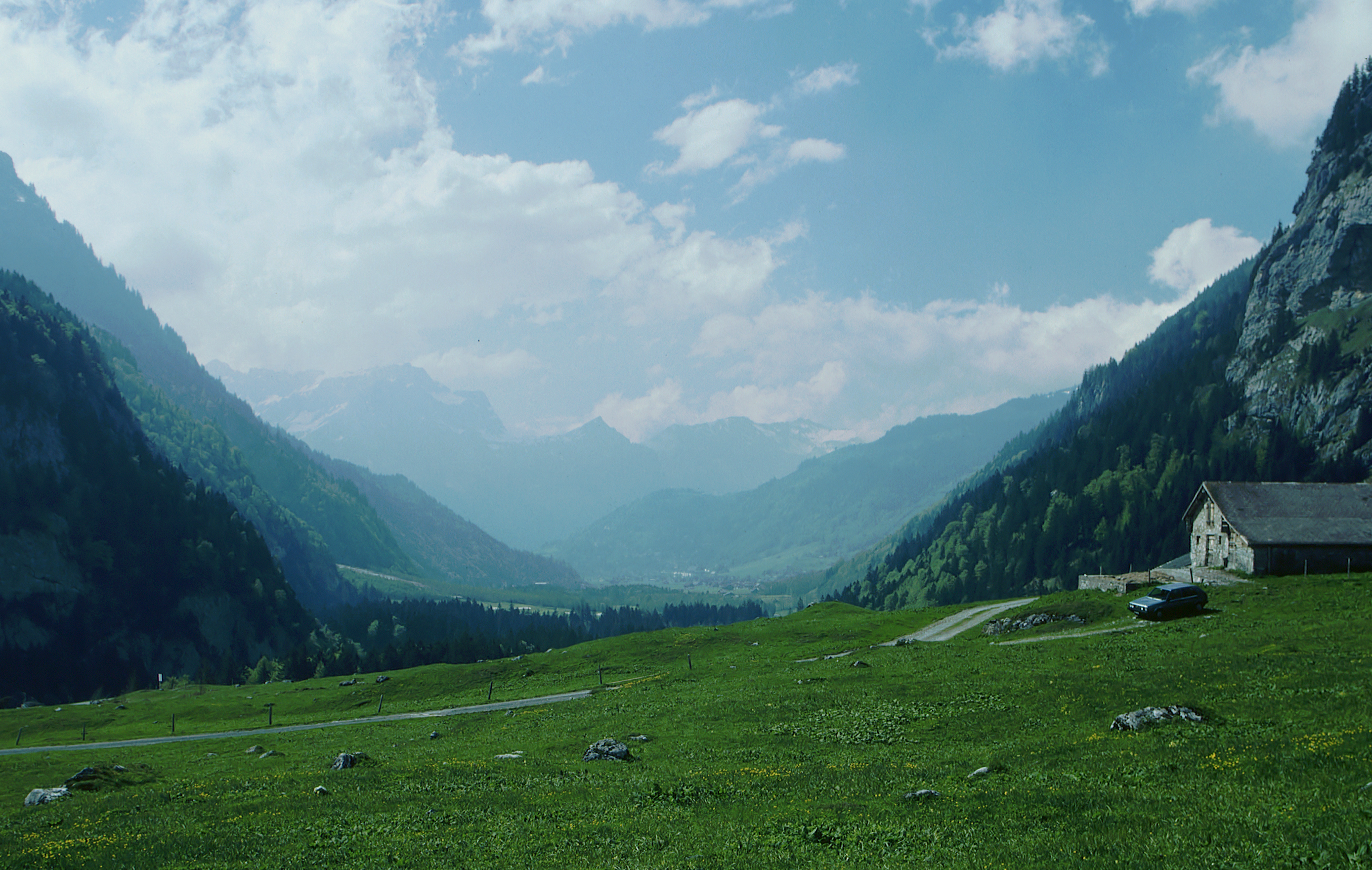
Talanfang mit Engelberg in der Ferne

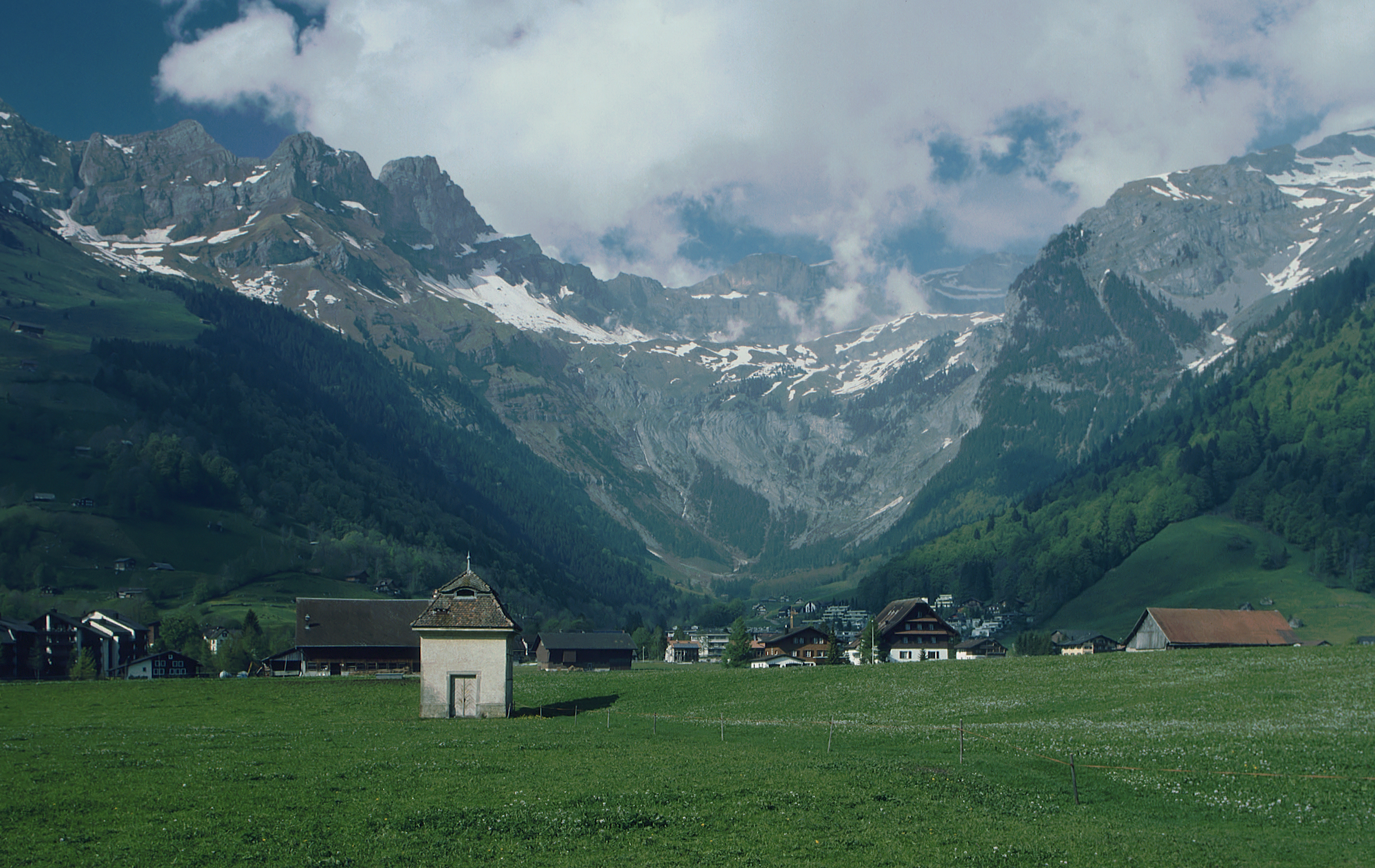
Blick in das Horbistal mit dem Ortsteil Horbis und dem End der Welt

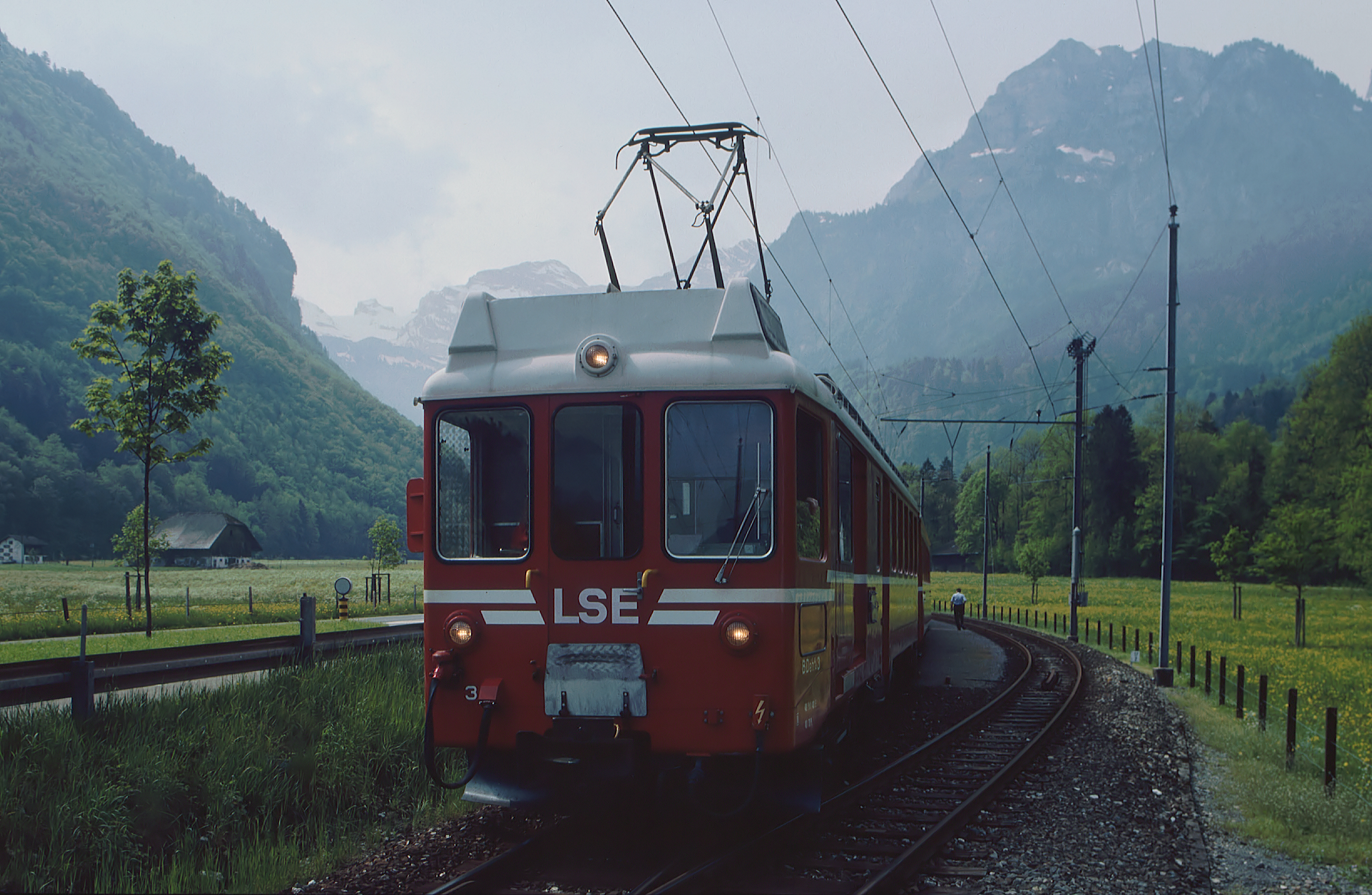
Zug der Luzern-Stans-Engelberg-Bahn bei Grafenort im unteren Engelbergertal

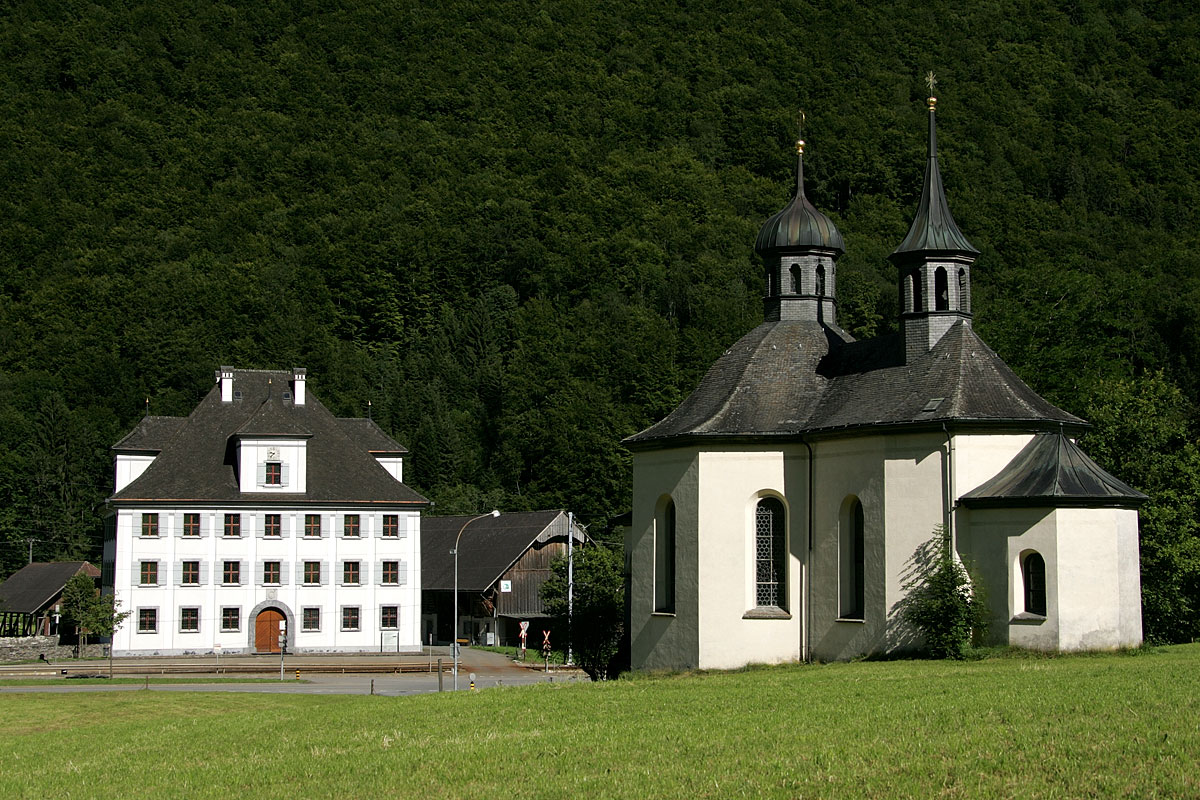
Grafenort: Herrenhaus und Kapelle

Das Engelbergertal ist ein etwa 25 km langes Tal in der Zentralschweiz.

## Geographie
Das Tal erstreckt sich über die drei Schweizer Kantone Obwalden, Nidwalden und Uri und wird von der Engelberger Aa durchflossen. Der eigentliche Anfang des Tals liegt beim Joch des Surenenpasses auf 2292 m ü. M. Von dort verläuft bis zum Dorf Engelberg auf 1000 m ü. M. das Tal Surenen und vereint sich dort mit dem Horbistal. Diese Täler werden meistens nicht mehr zum Engelbergertal gezählt. Ab Engelberg verläuft dann das eigentliche Engelbergertal nordwärts bis zum Stanser Boden auf 455 m ü. M., wo die Engelberger Aa nach Nordosten abbiegt und bei Buochs (NW) in den Vierwaldstättersee mündet.

## Sehenswürdigkeiten
Das zuoberst im Tal liegende Engelberg ist der grösste Sommer- und Wintersportferienort der Zentralschweiz. Durch das von Benediktinern gegründete Kloster Engelberg ist der Ort bereits seit dem 12. Jahrhundert bekannt.
Im unteren Tal lässt sich in der bescheidenen Ortschaft Grafenort eine sehenswerte barocke Gebäudegruppe besichtigen, die aus dem Herrenhaus (1690), der Kapelle zum Heiligen Kreuz (1689) und dem Wirtshaus (1778) besteht. Im Weiler Altzellen befindet sich die Kapelle St. Joder aus dem Jahre 1482, die 1601 vergrössert und 1789 renoviert wurde. Die Kapelle Bettelrüti am Hang des Wellenbergs wurde 1689 erbaut. Der barocke Hochaltar stammt ursprünglich aus der Stiftskirche Beromünster.
Bevor man den kleinen Ort Wolfenschiessen erreicht, kommt man an dem Gemeindeteil Dörfli vorbei, wo ein mittelalterlicher Wohnturm aus dem 13. Jahrhundert erhalten geblieben ist. Daneben steht die für ihre schönen Fresken bekannte, den Pestheiligen Sebastian und Rochus geweihte Kapelle von 1620.
Rund zwei Kilometer weiter unten liegt Wolfenschiessen mit seinen vielen grossen Wohnhäusern. Unter ihnen fällt das Hechhuis auf, das als bedeutendster Schweizer Holzbau der Renaissance den Idealtypus des Innerschweizer Herrensitzes aus dem 16. Jahrhundert repräsentiert.

## Tourismus

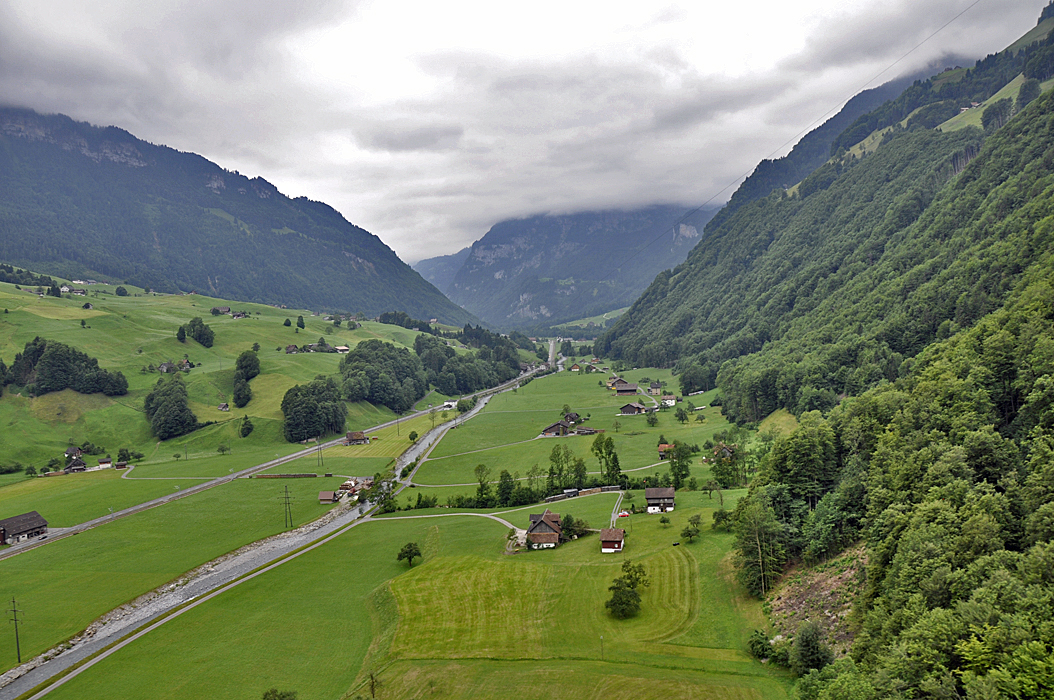
Blick Richtung Grafenort

Das Engelbergertal ist touristisch sehr gut erschlossen und zieht vor allem in der Wintersaison zahlreiche Wintersportler an. Besonders das Skigebiet Titlis ist sehr beliebt.
Zahlreiche kleine und grosse Luftseilbahnen bringen an schönen Tagen Gleitschirmflieger und Hängegleiterpiloten auf die vielen Startplätze hoch über dem Tal. Dank seiner zentralen Lage sowie der interessanten Topographie bietet sich das Tal für Flugschulen ebenso an wie für ambitionierte Streckenpiloten. Regelmässig finden im relativ föhnsicheren Tal auch Flugwettkämpfe von nationaler und gelegentlich auch von internationaler Bedeutung statt.

## Das Hochwasser von 2005
Bei dem Hochwasser im August 2005 erschien das Engelbergertal in den Schlagzeilen, weil die Engelberger Aa die einzige Strassen- und Eisenbahnverbindung nach Engelberg zerstörte und so das Dorf mehrere Wochen von der Aussenwelt abgeschnitten war. Die Engelberger Aa verwüstete zwischen Engelberg und Dallenwil das ganze Tal in beachtlichem Ausmass. Fuss-, Rad- und Wanderwege zwischen Engelberg und Obermatt (in der sog. Engelberger Aaschlucht) waren ebenfalls komplett zerstört. Erst seit dem Frühjahr 2009 ist der aufwändig sanierte Aaschlucht-Wanderweg von Engelberg nach Grafenort wieder begehbar.